# El Dorado County
El Dorado County je okres ve státě Kalifornie v USA. K roku 2010 zde žilo 181 058 obyvatel. Správním městem okresu je Placerville. Sousedí s okresy Placer County (na severu), Douglas County (na severovýchodu, již Nevada), Alpine County (na jihovýchodu), Amador County (na jihu) a Sacramento County (na západu).